# Imotz
Imotz – gmina w Hiszpanii, w Nawarze, o powierzchni 42,5 km². W 2011 roku gmina liczyła 435 mieszkańców.